# Siegfried Grabner
Siegfried Josef Grabner –conocido como Sigi Grabner– (Waiern, 4 de febrero de 1975) es un deportista austríaco que compitió en snowboard, especialista en las pruebas de eslalon paralelo.
Participó en cuatro Juegos Olímpicos de Invierno, entre los años 1998 y 2010, obteniendo una medalla de bronce en Turín 2006, en la prueba de eslalon gigante paralelo.
Ganó dos medallas en el Campeonato Mundial de Snowboard, oro en 2003 y bronce en 2005.

## Medallero internacional
| Juegos Olímpicos   | Juegos Olímpicos      | Juegos Olímpicos  | Juegos Olímpicos         |
| Año                | Lugar                 | Medalla           | Competición              |
| ------------------ | --------------------- | ----------------- | ------------------------ |
| 2006               | Turín (Italia)        | Medalla de bronce | Eslalon gigante paralelo |
| Campeonato Mundial |                       |                   |                          |
| Año                | Lugar                 | Medalla           | Competición              |
| 2003               | Kreischberg (Austria) | Medalla de oro    | Eslalon paralelo         |
| 2005               | Whistler (Canadá)     | Medalla de bronce | Eslalon paralelo         |